# مار کوتوله پارسی
مار کوتوله پارسی (نام علمی: Eirenis persicus) نام یک گونه از سرده مار کوتوله است. طول این مار حداکثر 40 سانتی متر بوده و 7 سانتی متر دم دارد. تغذیه اصلی این مار از حشرات، عنکبوت ها و مارمولک ها می باشد. زیستگاه مار کوتوله پارسی معمولاً زیر سنگ ها و صخره ها می باشد و فقط جهت یافتن غذا از لانه خود بیرون می آید. فصل تخم گذاری مار کوتوله پارسی در تابستان بوده و معمولاً بین چهار تا هشت تخم می گذارد.